# 日本の企業一覧
日本の企業一覧（にほんのきぎょういちらん）は、業種別による主な日本の企業の一覧記事の一覧。業種名称は「証券コード協議会」が定める業種区分（中分類）に基づく。したがって、株式会社として上場可能な民間企業についてのみの分類であり、公企業や、いわゆる「士業」の企業は含まれない。
| 業種大分類       | 業種中分類                     | 業種コード |
| ---------------- | ------------------------------ | ---------- |
| 水産・農林業     | 水産・農林の企業の一覧         | 0050       |
| 鉱業             | 鉱業の企業の一覧               | 1050       |
| 建設業           | 建設の企業の一覧               | 2050       |
| 製造業           | 食料品の企業の一覧             | 3050       |
| 製造業           | 繊維製品の企業の一覧           | 3100       |
| 製造業           | パルプ・紙の企業の一覧         | 3150       |
| 製造業           | 化学の企業の一覧               | 3200       |
| 製造業           | 医薬品の企業の一覧             | 3250       |
| 製造業           | 石油・石炭製品の企業の一覧     | 3300       |
| 製造業           | ゴム製品の企業の一覧           | 3350       |
| 製造業           | ガラス・土石製品の企業の一覧   | 3400       |
| 製造業           | 鉄鋼の企業の一覧               | 3450       |
| 製造業           | 非鉄金属の企業の一覧           | 3500       |
| 製造業           | 金属製品の企業の一覧           | 3550       |
| 製造業           | 機械の企業の一覧               | 3600       |
| 製造業           | 電気機器の企業の一覧           | 3650       |
| 製造業           | 輸送用機器の企業の一覧         | 3700       |
| 製造業           | 精密機器の企業の一覧           | 3750       |
| 製造業           | その他製品の企業の一覧         | 3800       |
| 電気・ガス業     | 電気・ガスの企業の一覧         | 4050       |
| 運輸・情報通信業 | 陸運の企業の一覧               | 5050       |
| 運輸・情報通信業 | 海運の企業の一覧               | 5100       |
| 運輸・情報通信業 | 空運の企業の一覧               | 5150       |
| 運輸・情報通信業 | 倉庫・運輸関連の企業の一覧     | 5200       |
| 運輸・情報通信業 | 情報・通信の企業の一覧         | 5250       |
| 商業             | 卸売業の企業の一覧             | 6050       |
| 商業             | 小売業の企業の一覧             | 6100       |
| 金融・保険業     | 銀行の企業の一覧               | 7050       |
| 金融・保険業     | 証券・商品先物取引の企業の一覧 | 7100       |
| 金融・保険業     | 保険の企業の一覧               | 7150       |
| 金融・保険業     | その他金融の企業の一覧         | 7200       |
| 不動産業         | 不動産の企業の一覧             | 8050       |
| サービス業       | サービスの企業の一覧           | 9050       |

## その他
- 日本の民族系合弁企業の一覧
- 日本の外資系合弁企業の一覧
- 日本の外資系企業の一覧
- 日本の老舗一覧
- 上場企業一覧

## 日本国外の企業一覧
- 企業一覧を参照。